# David di Donatello per il miglior film
De David di Donatello per il miglior film (David van Donatello-prijs voor beste film) is een Italiaanse filmprijs die sinds 1970 jaarlijks wordt uitgereikt door de nationale filmacademie Accademia del Cinema Italiano voor de beste Italiaanse film.

## Winnaars

### Jaren 1970-1979
| Jaar | Film                                                             | Regisseur           |
| ---- | ---------------------------------------------------------------- | ------------------- |
| 1970 | Indagine su un cittadino al di sopra di ogni sospetto (ex aequo) | Elio Petri          |
| 1970 | Metello (ex aequo)                                               | Mauro Bolognini     |
| 1971 | Il conformista (ex aequo)                                        | Bernardo Bertolucci |
| 1971 | Il giardino dei Finzi-Contini (ex aequo)                         | Vittorio De Sica    |
| 1971 | Waterloo (ex aequo)                                              | Sergej Bondarchuk   |
| 1972 | La classe operaia va in paradiso (ex aequo)                      | Elio Petri          |
| 1972 | Questa specie d'amore (ex aequo)                                 | Alberto Bevilacqua  |
| 1973 | Alfredo Alfredo (ex aequo)                                       | Pietro Germi        |
| 1973 | Ludwig (ex aequo)                                                | Luchino Visconti    |
| 1974 | Amarcord (ex aequo)                                              | Federico Fellini    |
| 1974 | Pane e cioccolata (ex aequo)                                     | Franco Brusati      |
| 1975 | Fatti di gente perbene (ex aequo)                                | Mauro Bolognini     |
| 1975 | Gruppo di famiglia in un interno (ex aequo)                      | Luchino Visconti    |
| 1976 | Cadaveri eccellenti                                              | Francesco Rosi      |
| 1977 | Il deserto dei Tartari (ex aequo)                                | Valerio Zurlini     |
| 1977 | Un borghese piccolo piccolo (ex aequo)                           | Mario Monicelli     |
| 1978 | Il prefetto di ferro (ex aequo)                                  | Pasquale Squitieri  |
| 1978 | In nome del Papa Re (ex aequo)                                   | Luigi Magni         |
| 1979 | Cristo si è fermato a Eboli (ex aequo)                           | Francesco Rosi      |
| 1979 | Dimenticare Venezia (ex aequo)                                   | Franco Brusati      |
| 1979 | L'albero degli zoccoli (ex aequo)                                | Ermanno Olmi        |

### Jaren 1980-1989
| Jaar | Film                           | Regisseur                 |
| ---- | ------------------------------ | ------------------------- |
| 1980 | niet toegekend                 |                           |
| 1981 | Ricomincio da tre              | Massimo Troisi            |
| 1982 | Borotalco                      | Carlo Verdone             |
| 1983 | La notte di San Lorenzo        | Paolo en Vittorio Taviani |
| 1984 | Ballando ballando (ex aequo)   | Ettore Scola              |
| 1984 | E la nave va (ex aequo)        | Federico Fellini          |
| 1985 | Carmen                         | Francesco Rosi            |
| 1986 | Speriamo che sia femmina       | Mario Monicelli           |
| 1987 | La famiglia                    | Ettore Scola              |
| 1988 | L'ultimo imperatore            | Bernardo Bertolucci       |
| 1989 | La leggenda del santo bevitore | Ermanno Olmi              |

### Jaren 1990-1999
| Jaar | Film                    | Regisseur           |
| ---- | ----------------------- | ------------------- |
| 1990 | Porte aperte            | Gianni Amelio       |
| 1991 | Mediterraneo (ex aequo) | Gabriele Salvatores |
| 1991 | Verso sera (ex aequo)   | Francesca Archibugi |
| 1992 | Il ladro di bambini     | Gianni Amelio       |
| 1993 | Il grande cocomero      | Francesca Archibugi |
| 1994 | Caro diario             | Nanni Moretti       |
| 1995 | La scuola               | Daniele Luchetti    |
| 1996 | Ferie d'agosto          | Paolo Virzì         |
| 1997 | La tregua               | Francesco Rosi      |
| 1998 | La vita è bella         | Roberto Benigni     |
| 1999 | Fuori dal mondo         | Giuseppe Piccioni   |

### Jaren 2000-2009
| Jaar | Film                      | Regisseur             |
| ---- | ------------------------- | --------------------- |
| 2000 | Pane e tulipani           | Silvio Soldini        |
| 2001 | La stanza del figlio      | Nanni Moretti         |
| 2002 | Il mestiere delle armi    | Ermanno Olmi          |
| 2003 | La finestra di fronte     | Ferzan Özpetek        |
| 2004 | La meglio gioventù        | Marco Tullio Giordana |
| 2005 | Le conseguenze dell'amore | Paolo Sorrentino      |
| 2006 | Il caimano                | Nanni Moretti         |
| 2007 | La sconosciuta            | Giuseppe Tornatore    |
| 2008 | La ragazza del lago       | Andrea Molaioli       |
| 2009 | Gomorra                   | Matteo Garrone        |

### Jaren 2010-2019
| Jaar | Film                 | Regisseur                        |
| ---- | -------------------- | -------------------------------- |
| 2010 | L'uomo che verrà     | Giorgio Diritti                  |
| 2011 | Noi credevamo        | Mario Martone                    |
| 2012 | Cesare deve morire   | Paolo en Vittorio Taviani        |
| 2013 | La migliore offerta  | Giuseppe Tornatore               |
| 2014 | Il capitale umano    | Paolo Virzì                      |
| 2015 | Anime nere           | Francesco Munzi                  |
| 2016 | Perfetti sconosciuti | Paolo Genovese                   |
| 2017 | La pazza gioia       | Paolo Virzi                      |
| 2018 | Ammore e malavita    | Marco Manetti en Antonio Manetti |
| 2019 | Dogman               | Matteo Garrone                   |

### Jaren 2020-2029
| Jaar | Film                   | Regisseur                                       |
| ---- | ---------------------- | ----------------------------------------------- |
| 2020 | Il traditore           | Marco Bellocchio                                |
| 2021 | Volevo nascondermi     | Giorgio Diritti                                 |
| 2022 | È stata la mano di Dio | Paolo Sorrentino                                |
| 2023 | Le otto montagne       | Felix Van Groeningen en Charlotte Vandermeersch |

## Meervoudige winnaars
| Aantal prijzen | Regisseur                 | Jaar                   |
| -------------- | ------------------------- | ---------------------- |
| 4              | Francesco Rosi            | 1976, 1979, 1985, 1997 |
| 3              | Ermanno Olmi              | 1979, 1989, 2002       |
| 3              | Paolo Virzi               | 1996, 2014, 2017       |
| 2              | Gianni Amelio             | 1990, 1992             |
| 2              | Francesca Archibugi       | 1991,1993              |
| 2              | Bernardo Bertolucci       | 1971,1988              |
| 2              | Mauro Bolognini           | 1970,1975              |
| 2              | Franco Brusati            | 1974,1979              |
| 2              | Federico Fellini          | 1977,1984              |
| 2              | Mario Monicelli           | 1974,1986              |
| 2              | Nanni Moretti             | 2001, 2006             |
| 2              | Elio Petri                | 1970, 1972             |
| 2              | Ettore Scola              | 1984, 1987             |
| 2              | Paolo en Vittorio Taviani | 1983, 2012             |
| 2              | Giuseppe Tornatore        | 2007, 2013             |
| 2              | Luchino Visconti          | 1973, 1975             |